# Charcas (Messico)
Charcas è una municipalità dello stato di San Luis Potosí, nel Messico centrale, il cui capoluogo è la omonima località.
Conta 21.138 abitanti e ha una estensione di 2.161,80 km².